# ヴィンクス
株式会社ヴィンクスは、大阪市北区に本社を置く日本のIT企業。富士ソフト株式会社の完全子会社。

## 概要
小売・流通業向けのシステム会社である。
マイカルの情報システム部を前身とし、1991年2月に株式会社マイカルシステムズとして設立されたが、マイカルの経営破綻により、2002年3月より富士ソフトの子会社となり、ヴィンキュラムジャパンとなる。2013年には同じく富士ソフトに買収されていた元ダイエー系のダイエー情報システム（富士ソフトDISを経て、合併時はヴィクサス）を統合し、現社名となった。
富士ソフト傘下ではあるが、母体となったマイカル・ダイエー両社ともイオングループ傘下に入ったため、その流れでイオングループ向けのITシステム業務を多く受注している。
また、マイカル・ダイエーから分離され「ユーザー系IT企業」として元々持っている小売業の業務知識と、現在の親会社富士ソフトから会得した「独立系IT企業」の高度な技術力を併せ持った、両方の長所を持つ『超ユーザー系IT企業』と自らを称している。

## 沿革
- 1991年（平成3年）2月 - 株式会社マイカルシステムズとして設立。
- 2000年（平成12年）9月 - 「株式会社マイカル総合研究所」を吸収合併。
- 2002年（平成14年）3月 - ヴィンキュラムジャパン株式会社に商号変更。マイカルから富士ソフトの子会社となる。
- 2005年（平成17年）12月 - ジャスダックに上場。
- 2006年（平成18年）5月 - 子会社「株式会社4U Applications」設立。
- 2009年（平成21年）8月 - 百貨店系パッケージソフト開発の「株式会社エス・エフ・アイ」を子会社化。
- 2013年（平成25年）4月 - 「株式会社ヴィクサス（旧・ダイエー情報システム）」を吸収合併し、株式会社ヴィンクスに商号変更。
- 2015年（平成27年）10月 - 子会社「株式会社エス・エフ・アイ」を吸収合併。
- 2016年（平成28年）5月 - 東京証券取引所市場第二部に市場変更。
- 2017年（平成29年）
  - 06月 - 同業の「株式会社エリア」を子会社化。
  - 10月 - 東京証券取引所市場第一部に市場変更。
- 2018年（平成30年）2月 - タイに現地法人「VINX SYSTEM SERVICE (Thailand) Co.,Ltd. 」を設立。
- 2020年（令和2年）1月 - 大手ECサイトの構築・モバイルプロモーション事業の「株式会社Ui2」を子会社化。
- 2022年（令和4年）8月 - 基幹システム開発の「株式会社ホロン」を子会社化。
- 2023年（令和5年）12月 - 親会社の富士ソフトが株式公開買付けにより持株比率を94.97%とする[3]。
- 2024年（令和6年）
  - 2月15日 - 東京証券取引所スタンダード市場上場廃止。
  - 2月19日 - 株式売渡請求により富士ソフトの完全子会社となる[4]。

## 事業所
- 本社：大阪市北区堂島浜2-2-8　東洋紡ビル
- 東京オフィス：東京都墨田区錦糸1-2-4　アルカウエスト
- 幕張オフィス：千葉市美浜区中瀬2-6-1　WBGマリブウエスト
- 名古屋オフィス：名古屋市中区丸の内3-18-1　三晃丸の内ビル
- 松山オフィス：愛媛県松山市南堀端町5-8　オワセビル
- データセンター：大阪市北区
- 戸田監視センター：埼玉県戸田市